# IC 3601
IC 3601 ist eine linsenförmige Galaxie vom Hubble-Typ S0? im Sternbild Coma Berenices am Nordsternhimmel. Sie ist schätzungsweise 958 Millionen Lichtjahre von der Milchstraße entfernt.
Das Objekt wurde am 7. Mai 1904 vom US-amerikanischen Astronomen Royal Harwood Frost entdeckt. Es kann sich aber auch um einen Fehler auf Frosts Platte handeln (eigentliche Koor. RA 12 37 49.5, Dec +15 11 45).